# Jonathan Breck
Jonathan Breck (Houston, Texas, 17 de febrero de 1965) es un actor y productor estadounidense conocido principalmente por su interpretación de The Creeper (El Demonio) en las películas de terror Jeepers Creepers, Jeepers Creepers 2 y Jeepers Creepers 3 dirigidas por Victor Salva.También ha aparecido en numerosas películas y producciones televisivas como Beat Boys Beat Girls, Good Advice, Spiders, I Married a Monster, JAG, Star Trek: Voyager, Push y VIP.
A principios de 2004, filmó Dreamland, una película para televisión de género ciencia ficción sobre los rumores que envuelven a la famosa Área 51 en Nevada. El telefilme fue lanzado en 2005, y ese mismo año se habló de él por el cortometraje I Left Me, visto en el Festival de Cine de Sundance en 2005.
En el 2017 volvió a interpretar a la criatura conocida como The Creeper, en la película Jeepers Creepers 3, dirigida por  Victor Salva.

## Filmografía
| Año  | Película                              | Personaje                         | Notas        |
| ---- | ------------------------------------- | --------------------------------- | ------------ |
| 2017 | Jeepers Creepers 3                    | The Creeper                       | Antagonista  |
| 2011 | Spy Kids 4: All the Time in the World | Jefe de Wilbur                    |              |
| 2007 | Dreamland                             | Blake                             | Telefilme    |
| 2004 | I Left Me                             | Adam Panizzon                     | Cortometraje |
| 2003 | Beat Boys Beat Girls                  | Mort Livingston                   |              |
| 2003 | Jeepers Creepers II                   | The Creeper                       | Antagonista  |
| 2002 | Man in Striped Pajamas                | Hombre                            | Protagonista |
| 2001 | Consejera matrimonial                 | Hombre que se está quedando calvo |              |
| 2001 | Jeepers Creepers                      | The Creeper                       | Antagonista  |
| 2000 | Spiders                               | Jacobs                            |              |
| 1998 | Instinto alienígena                   | Amigo                             | Telefilme    |